# Polydesma hildebrandti
Polydesma hildebrandti är en fjärilsart som beskrevs av Pierre E.L. Viette 1967. Polydesma hildebrandti ingår i släktet Polydesma och familjen nattflyn. Inga underarter finns listade i Catalogue of Life.